# Revolutions per Minute
Revolutions per Minute — второй студийный альбом американской панк-рок-группы Rise Against, вышедший в 2003 году. С этого альбома было издано два сингла: «Heaven Knows» и «Like the Angel».

## Об альбоме
Было издано ограниченное число копий на виниле, 217 штук из них — на красном. Этот альбом стал последним для группы на лейбле Fat Wreck Chords. Следующий альбом, Siren Song of the Counter Culture, был издан уже на Geffen Records.
На Revolutions per Minute затрагиваются социально-политические темы (к примеру, в песне «Blood-Red, White, and Blue»), а также личные проблемы и отношения («Like the Angel» и «Heaven Knows»).
Песню «Black Masks and Gasoline» можно услышать на сборнике Shine Some Light: A Benefit for Dan Lang-Gunn.
В начале песни «Last Chance Blueprint» — диалог из фильма «Красота по-американски».
Песня «Like the Angel» входит в саундтрек к видеоигре Tony Hawk's Underground.

## Список композиций
| №   | Название                                                                 | Длительность |
| --- | ------------------------------------------------------------------------ | ------------ |
| 1.  | «Black Masks and Gasoline»                                               | 2:59         |
| 2.  | «Heaven Knows»                                                           | 3:23         |
| 3.  | «Dead Ringer»                                                            | 1:31         |
| 4.  | «Halfway There»                                                          | 3:41         |
| 5.  | «Like the Angel»                                                         | 2:46         |
| 6.  | «Voices Off Camera»                                                      | 2:17         |
| 7.  | «Blood-Red, White, and Blue»                                             | 3:38         |
| 8.  | «Broken English»                                                         | 3:25         |
| 9.  | «Last Chance Blueprint»                                                  | 2:14         |
| 10. | «To the Core»                                                            | 1:33         |
| 11. | «Torches»                                                                | 3:41         |
| 12. | «Amber Changing»                                                         | 3:39         |
| 13. | «Any Way You Want It» (Кавер-версия песни группы Journey - скрытый трек) | 2:57         |

## Позиции в чартах
Revolutions per Minute занял 9 место в чарте Heatseekers Mountain, и 35 место в Top Independent Albums.

## Участники записи
- Тим Макилрот — вокал, ритм-гитара
- Тод Мони — гитара, бэк-вокал
- Джо Принсайп — бас-гитара, бэк-вокал
- Брэндон Барнс — ударные
- Чед Прайс — дополнительный бэк-вокал